# Marco Sempronio Tuditano (cónsul 185 a. C.)
Marco Sempronio Tuditano (En latín: Marcus Sempronius Tuditanus) fue un magistrado romano. Murió en el año 174 a. C. debido a una epidemia de peste que asoló Roma. 

## Carrera política
Fue tribuno de la plebe en 193 a. C. e hizo aprobar una ley que establecía que los préstamos de dinero se tenían que hacer en iguales condiciones a los aliados italianos (socii) y a los latinos que a los ciudadanos romanos.
En 189 a. C. fue pretor y obtuvo Sicilia como provincia. 
En 185 a. C. fue elegido cónsul con Apio Claudio Pulcro e hizo la guerra en Liguria, derrotando a la tribu de los apuani, mientras su colega derrotaba a los ingaunios. 
Tuditano fue candidato al consulado para el año 184 a. C., pero no fue elegido; en este último año fue escogido pontífice. Falleció debido a la gran peste que asoló Roma en 174 a. C..